# Omega Eridani
Omega Eridani (Rabah al Nahr, Quarta Fluminis, 61 Eridanus) é uma estrela na direção da constelação de Eridanus. Possui uma ascensão reta de 04h 52m 53.68s e uma declinação de −05° 27′ 09.9″. Sua magnitude aparente é igual a 4.36. Considerando sua distância de 227 anos-luz em relação à Terra, sua magnitude absoluta é igual a 0.15. Pertence à classe espectral A9IV.